# Kepundungan
Kepundungan is een bestuurslaag in het regentschap Banyuwangi van de provincie Oost-Java, Indonesië. Kepundungan telt 5525 inwoners (volkstelling 2010).